# Coilometopia longicornis
Coilometopia longicornis är en tvåvingeart som beskrevs av Friedrich Georg Hendel 1911. Coilometopia longicornis ingår i släktet Coilometopia och familjen Richardiidae. Inga underarter finns listade i Catalogue of Life.